# هراری
هراری (عبری: הררי‎) یک نام خانوادگی یهودی است. افراد سرشناس با این نام از این قرارند:
- هایم هراری، فیزیک‌دان اهل اسرائیل
- مایکل هراری، افسر اسرائیلی موساد
- یووال نوح هراری، تاریخ‌دان و نویسندهٔ اسرائیلی و استاد تاریخ دانشگاه عبری اورشلیم